# 服部康成
服部 康成（はっとり やすなり）は、安土桃山時代から江戸時代前期にかけての武将。陸奥国弘前藩の家老。

## 経歴
康成は慶長5年（1600年）の関ヶ原の戦いにおける大垣城の戦いで、攻撃軍の武将である津軽為信に300石で召し抱えられ、武功を挙げたという。その後は1,000石に加増され、奉行職(家老)となった。慶長12年（1607年）12月、為信が死去し、幕府より2代信枚の後見人を命じられ、弘前藩から2,000石、幕府から1,000石を与えられ、都合3,000石で弘前藩筆頭家老となり藩政を統括した。「無類の良臣」と讃えられたといわれている。
慶長14年（1609年）5月より、弘前城築城計画に参加。元和9年（1623年）7月、2代将軍・徳川秀忠が家光と共に、家光の征夷大将軍宣下のために上洛するに際し、信枚がこれに供奉し、康成も手勢36名を率いて参加した。寛永2年（1625年）、青森港開港に際し、町割りの責任者を務めた。寛永7年（1630年）、岩木山百沢寺（現・岩木山神社）山門、寛永8年（1631年）、大平山長勝寺山門の新築の惣奉行を務めた。
寛永11年（1634年）、藩内に船橋騒動が発生し、筆頭家老として解決を試みるが、決着の前に病死した。
長男・成昌が後を継ぐが、船橋騒動に幕府が介入し、喧嘩両成敗の裁定が下り双方に処分者が出ると、成昌はこれを不服として離藩。その後は加賀藩前田氏に仕官したとされる。弟・安昌は弘前藩に残留した。

## 出自
大垣城の戦いまでの康成の経歴は史料的に不明。徳川家康に仕えて「鬼半蔵｣と称された服部正成の庶長子とも、同族ともいわれている。出身は伊賀国と伝わり、服部姓並びに半蔵（正成）の「成」を名乗っていることから、正成と近しい血縁関係にあったとも推測されている。家康に長門守の名乗りを与えられたり、「康」の字に関しても、家康から一字を賜ったものではないかという推測もなされている。美濃国岐阜城主・織田秀信に仕えたが、のちに浪人して三河国に住み、その後関が原の戦いに従軍する為信の軍勢に参加した、とも伝わる。いずれにせよ、津軽氏に仕えるまでの経歴に確たる史料はない。「津軽藩旧記伝類」には、文禄・慶長の役の際に、肥前名護屋への使者としてその名が既に確認できる。
大垣城攻略戦で功績を挙げたとはいえ、藩政を任されるほど重用された理由に関しては、津軽家は石田三成と親しく、三成滅亡後にはその遺児を庇護していることなどから、家康が弘前藩を警戒して監視役・付家老として康成を送り込んだ結果、いわば徳川政権の指令の伝達者として、藩政の中枢に置かれることとなったのではないかとする説がある。